# Vanchidiplosis kamali
Vanchidiplosis kamali är en tvåvingeart som beskrevs av Grover 1961. Vanchidiplosis kamali ingår i släktet Vanchidiplosis och familjen gallmyggor. Inga underarter finns listade i Catalogue of Life.